# Liga Mayor del Distrito Federal 1939/40
Die Saison 1939/40 war die neunte und zugleich letzte Spielzeit der Liga Mayor del Distrito Federal, die diese Bezeichnung seit 1931 trug. Weil ab der folgenden Saison die Teilnahme an der Liga wieder Mannschaften aus allen Teilen des Landes offenstand (wie es schon einmal bis 1920 üblich war) und nicht mehr ausschließlich auf Vereine aus der Hauptstadt beschränkt war, wurde die Liga fortan auch nur noch als Liga Mayor bezeichnet. 

## Modus
In dieser Spielzeit trafen die Mannschaften – wie zuvor schon einmal in der Saison 1934/35 – je dreimal aufeinander. Echte Heimspiele hatten nur die Mannschaften, die über ein eigenes Stadion verfügten. Dies waren während der gesamten Saison der spätere Meister España (Parque España de la Verónica) und der Vizemeister Necaxa (Parque Necaxa) sowie im Kalenderjahr 1940 auch der Vorjahresmeister Asturias nach dem Wiederaufbau von dessen Parque Asturias, der in der vorangegangenen Saison niedergebrannt war. Das zugesprochene Heimrecht konnte jedoch nicht immer tatsächlich im eigenen Stadion wahrgenommen werden, da der jeweilige Spielort durch Beschluss der Liga festgelegt wurde. So konnte es durchaus zu einem „Heimspiel“ in einem fremden und einem „Auswärtsspiel“ im eigenen Stadion kommen.

## Abschlusstabelle
| Pl. | Verein           | Sp. | S  | U | N | Tore    | Diff. | Punkte |
| --- | ---------------- | --- | -- | - | - | ------- | ----- | ------ |
| 1.  | Real Club España | 15  | 10 | 2 | 3 | 046:310 | +15   | 22:80  |
| 2.  | Club Necaxa      | 15  | 8  | 1 | 6 | 032:280 | +4    | 17:13  |
| 3.  | CF Atlante       | 15  | 7  | 2 | 6 | 034:370 | −3    | 16:14  |
| 4.  | Club América     | 14  | 4  | 4 | 6 | 033:330 | ±0    | 12:16  |
| 5.  | CF Asturias      | 14  | 5  | 2 | 7 | 029:290 | ±0    | 12:16  |
| 6.  | CD Marte         | 15  | 2  | 5 | 8 | 025:410 | −16   | 09:21  |

## Kreuztabelle
Die Kreuztabelle stellt die Ergebnisse aller Spiele dieser Saison dar. Die Heimmannschaft ist in der linken Spalte aufgelistet und die Gastmannschaft in der obersten Reihe.
| Punktrunde | Punktrunde | ESP     | NEC     | ATE     | AME     | AST      | MAR     |
| 01.        | España     |         | 2:1     | 3:5 5:1 | 4:2 3:2 | 3:4      | 3:1     |
| 02.        | Necaxa     | 5:2 1:3 |         | 2:1 2:4 | 1:1     | 0:1 2:0  | 2:1     |
| 03.        | Atlante    | 0:2     | 1:3     |         | 4:3     | 3:2 1:0  | 2:1 2:2 |
| 04.        | América    | 2:2     | 4:1 3:1 | 2:2 5:3 |         | 3:2 4:31 | 2:3     |
| 05.        | Asturias   | 1:3     | 2:4     | 3:2     | 3:1     |          | 6:1     |
| 06.        | Marte      | 2:6 2:2 | 2:4 1:3 | 2:3     | 2:2 2:1 | 1:1      |         |

1 Die an Heiligabend des Jahres 1939 ausgetragene Begegnung zwischen dem Club Ameríca und dem Club Asturias wurde von der Liga annulliert und floss daher nicht in die Wertung ein, so dass die Partie auch nicht in der offiziellen Abschlusstabelle berücksichtigt ist. Grund hierfür war, dass der beim Spiel anwesende Bürgermeister von Mexiko-Stadt zur Halbzeit, als der Club Asturias noch mit 3:1 in Führung lag, die Hinausstellung von dessen Spieler José Soto forderte und somit unzulässigen Einfluss auf den Schiedsrichter nahm. In Unterzahl verloren die Asturianos das Spiel noch 3:4.